# Forststraße

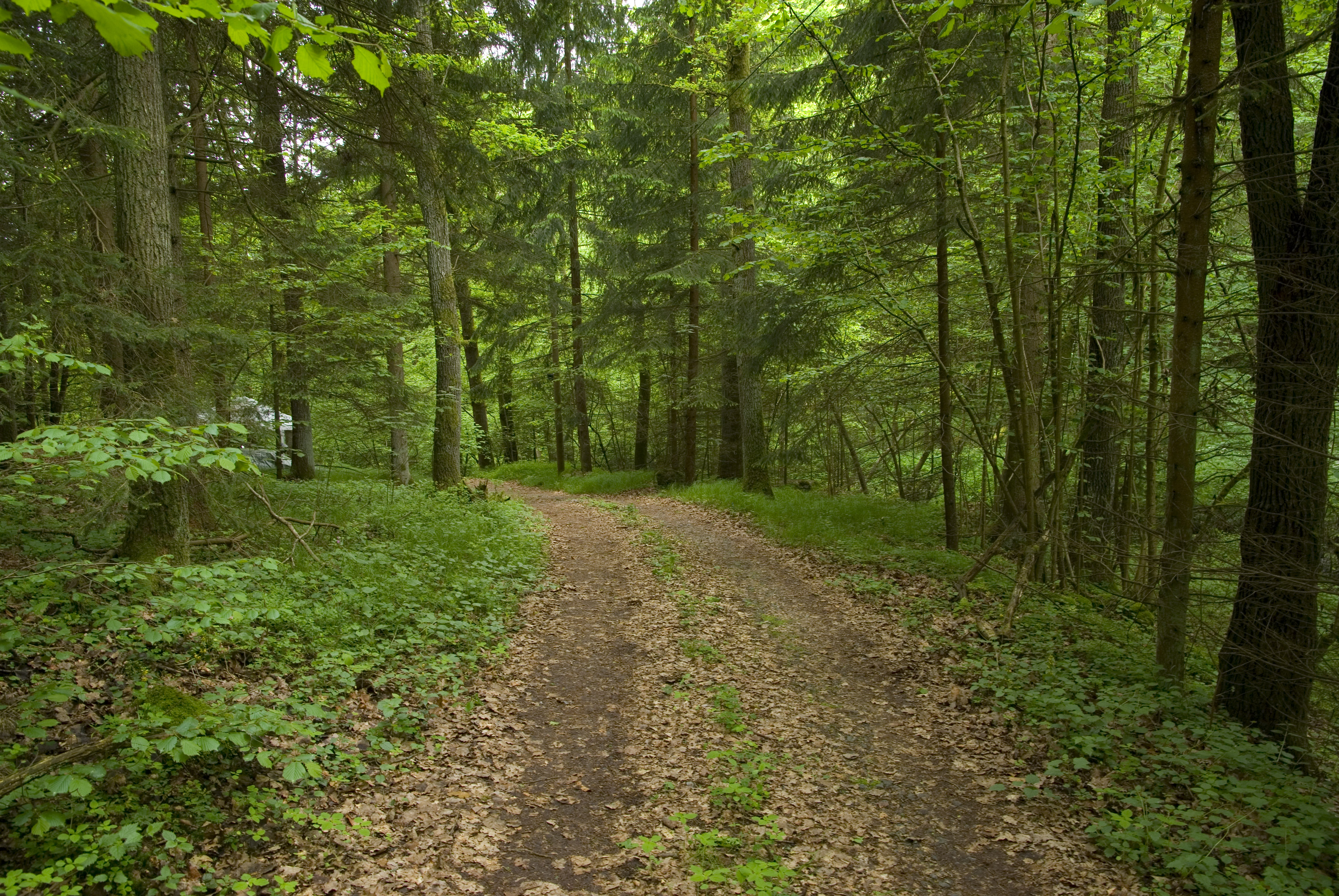
Forststraße im Bayerischen Wald

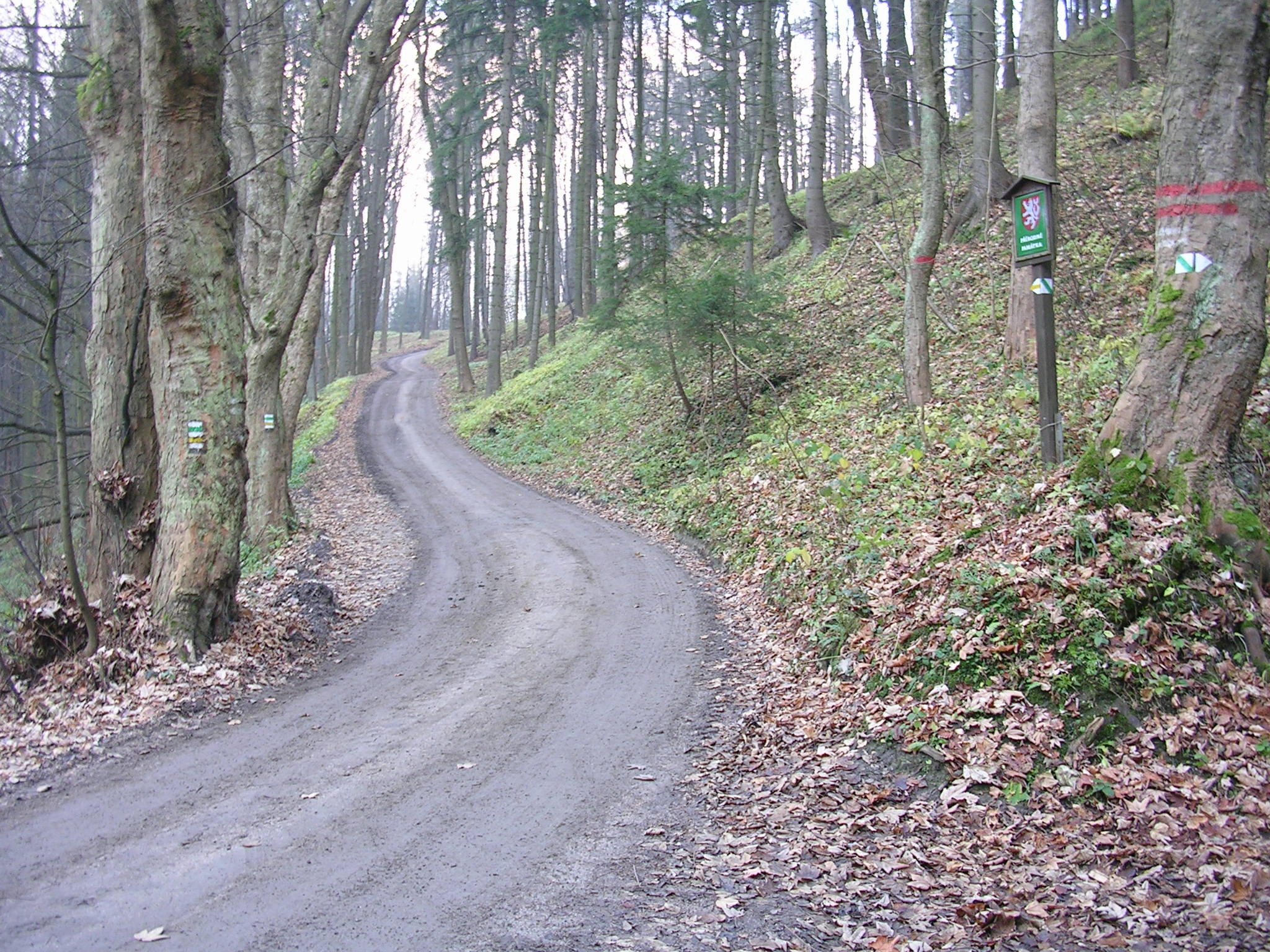
Forststraße in Nordböhmen

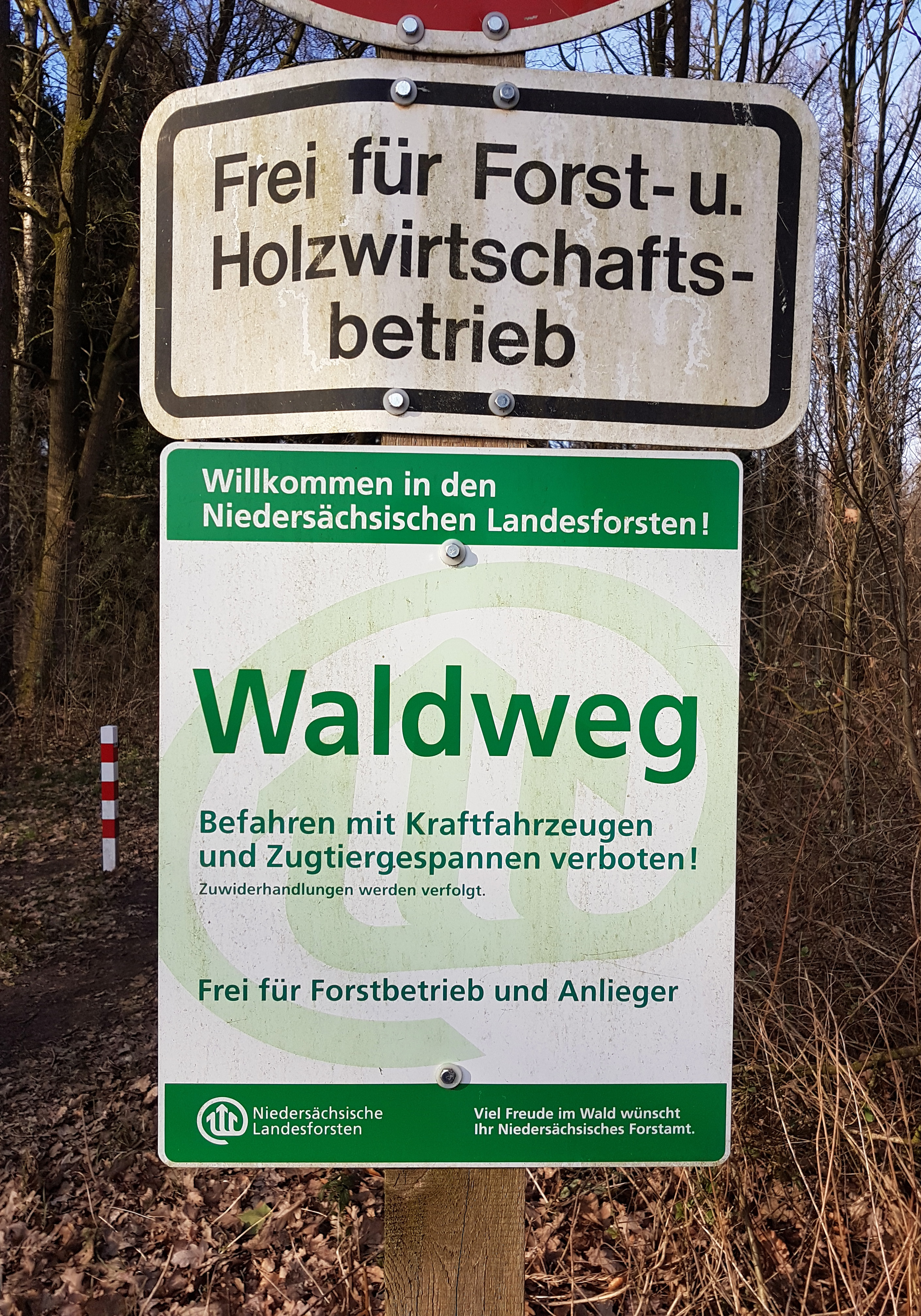
Beschilderung der niedersächsischen Landesforsten

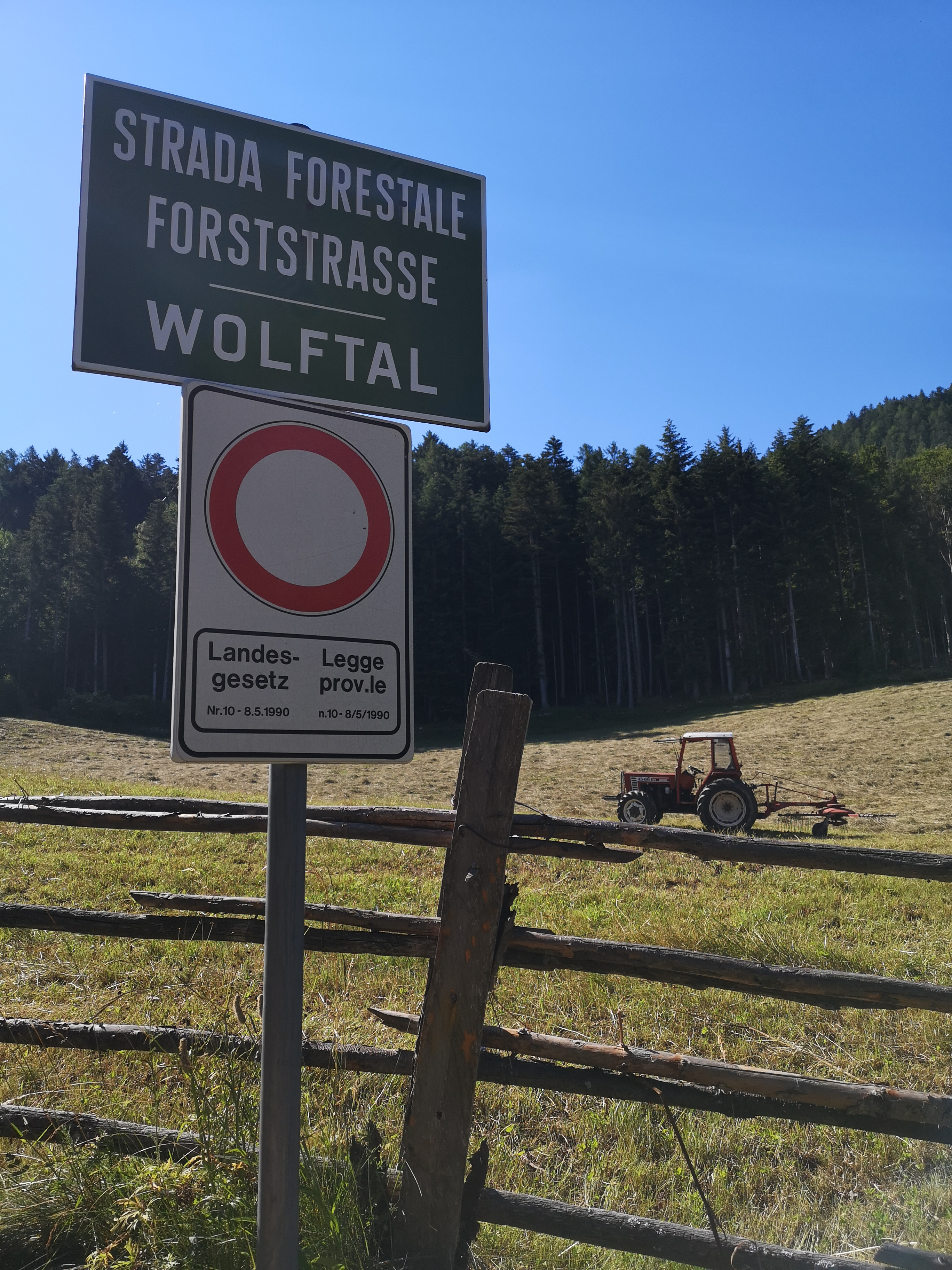
Beschilderung einer Forststraße in Herrenkohlern bei Bozen

Als Forststraße, Waldweg oder Forstweg wird eine nicht öffentliche Straße samt den dazugehörigen Nebenanlagen bezeichnet, wenn sie als Wirtschaftsweg ausschließlich oder überwiegend Kraftfahrzeugen oder Fuhrwerken der Forstwirtschaft als Fahrweg dienen soll, besonders im Rahmen der Holzernte. Forststraßen im Wald sind dabei ein Teil des Waldes.

## Allgemeines
Im Auwald und sonstigen besonders schützenswerten Gebieten sind Forstwege und -straßen meist durch ein Fahrverbot gekennzeichnet bzw. mit Schranken abgesperrt.
Im Gebirge ist die Situation vielfältiger. Einerseits müssen die Forststraßen auf steilen Hängen breiter sein als im Flachland, um für die großen Maschinen ein sicheres Befahren von Serpentinen (Kehren) zu ermöglichen. Andererseits steigt durch Verbreiterung alter Zufahrten die Gefahr von stärkerer Erosion oder von Hangrutschungen.
Von den Forststraßen gehen die unbefestigten Rückewege ab, auf denen die gefällten Bäume zum Sammelplatz am befestigten Forstweg gebracht werden.

## Situation in Deutschland
Das Bundeswaldgesetz 1975 gestattet auf Waldwegen grundsätzlich auch das Radfahren und Reiten, wobei die Bundesländer Einzelheiten regeln können.
In der Zeichenerklärung deutscher topographischer Karten wird bei Wegen, die den Wald erschließen, je nach Belastbarkeit unterschieden zwischen Befestigten Fahrwegen, Fahrwegen, Waldwegen und Fußwegen, wobei letztere eher nicht mit einem Forstfahrzeug befahrbar sind.

## Situation in Österreich
Die rechtlichen Grundlagen für die Zugänglichkeit des Waldes sowie der Forststraßen und Waldwege ist im österreichischen Forstgesetz 1975 geregelt.
Forststraßen bedürfen keiner Kennzeichnung um als solche zu gelten, sodass auch bei Nichtvorhandensein von diesbezüglichen Hinweisen unbefugtes Befahren grundsätzlich unzulässig ist. Zusätzlich werden jedoch an vielen Forststraßen besondere Vereinbarungen zwischen Fremdenverkehrsverbänden und den Waldbesitzern kenntlich gemacht. Ein bloß durch den Wald führender Güterweg bleibt hingegen ein Güterweg und darf befahren werden, wenn dies nicht ausdrücklich (z. B. mittels Schranken) untersagt ist.
Über die allgemeine Zugänglichkeit der Forststraßen für Mountainbiker wird kontrovers diskutiert. Die Forstwirtschaft sieht sich oft gerade in jenen Regionen zu Einschränkungen veranlasst, wo die Tourismusbranche für freie Befahrbarkeit plädiert.
In manchen Bundesländern ist die Errichtung nicht nur forstrechtlich, sondern auch naturschutzrechtlich genehmigungspflichtig.

## Situation in der Schweiz
Waldwege sind gemäss Swisstopo Strassen der 5. Klasse, während Fahrwege Strassen der 4. Klasse sind.
Die rechtlichen Grundlagen für die Zugänglichkeit des Waldes sowie der Waldwege werden im Bundesgesetz über den Wald (WaG) und in den kantonalen Waldgesetzen geregelt. 
Während Fussgänger Wälder uneingeschränkt betreten dürfen, ist das Radfahren ausschliesslich auf Waldwegen und -strassen gestattet, das Fahren querfeldein oder auf Wegen, die offensichtlich dem Fussverkehr (beispielsweise Wanderwege) vorbehalten sind, ist nicht erlaubt. Eine entsprechende Missachtung muss aber verzeigt werden, es erfolgt nicht von Amtes wegen. Zur Ausräumung von Missverständnissen, ob der betreffende Weg offensichtlich dem Fussverkehr vorbehalten ist, können entsprechende Fahrverbote signalisiert werden. 
Motorfahrzeuge dürfen gemäss dem Bundesgesetz über den Wald Waldwege nicht betreten, selbst dann, wenn kein Fahrverbot signalisiert wird. Eine Signalisation wird aber bei Strassen, deren Zugehörigkeit unklar ist (Verbindungsstrasse oder Waldstrasse), empfohlen.